# Hit Mania Estate 2013
Hit Mania Estate 2013 è una compilation di artisti vari facente parte della serie Hit Mania, pubblicata il 16 luglio 2013.
La compilation è mixata dal dj Mauro Miclini.

## Tracce
1. Claudia & Asu – Zalele
2. Serebro – Mi Mi Mi
3. Wankelmut – My Head is A Jungle (feat. Emma Luise)
4. Bob Sinclar – Summer Moonlight
5. Ola – I'm in Love (Bodybangers Remix)
6. S.O.S – S.O.S
7. will.i.am – #thatPOWER (feat. Justin Bieber)
8. Calvin Harris – I Need Your Love (feat. Ellie Goulding)
9. Karmin Shiff – Morosita
10. Giorgio Prezioso – Be Bop
11. R.I.O. – Living in Stereo
12. Western Disco – The Sun (feat. Lura)
13. P-Square – Alingo
14. Albertino – Wonderland (feat. Niles Mason)
15. Armin van Buuren – This Is What It Feels Like (feat. Trevor Guthrie)
16. Flaminio Maphia – Allagrande (Praticamente in mutande)
17. Robin Thicke – Blurred Lines (feat. T.I. e Pharrell Williams)
18. Empire of the Sun – Alive
19. Bastille – Pompeii
20. Naughty Boy – La La La (feat. Sam Smith)
21. Clementino – 'O vient
22. Chris Malinchak – So good to me
23. Levante – Alfonso
24. Gusttavo Lima – Gathinha Assanhada

Durata totale: 0:00